# Escherichia
Escherichia — рід грам-негативних, безспорових, факультативно анаеробних, паличкоподібних бактерій з родини Enterobacteriaceae. Представники роду є мешканцями шлунково-кишкового тракту теплокровних тварин. Escherichia є синантопами кишкової флори, проте є патогенні штами кишкової палички (Escherichia coli), які можуть бути причиною інфекцій сечових шляхів, шлунково-кишкових захворювань, ешерихіозу.
Рід названий на честь Теодора Ешеріха, першовідкривача кишкової палички.

## Види
- Escherichia albertii
- Escherichia blattae
- Escherichia coli
- Escherichia fergusonii
- Escherichia hermannii
- Escherichia vulneris